# The Squaw Man (commedia)
The Squaw Man è un dramma teatrale scritto da Edwin Milton Royle nel 1905. L'azione inizia in Inghilterra, svolgendosi poi nei territori occidentali degli Stati Uniti. Lo spettacolo incontrò il successo del pubblico e restò in scena per 222 recite. L'autore Edwin Milton Royle ne firmò la regia, insieme a William Faversham.
La prima si tenne a Broadway, al Wallack's Theatre il 23 ottobre 1905, chiudendo il 1º aprile 1906.
Il dramma di Royle fu ripreso a Broadway nel 1907, 1908, 1911 e 1921. Lo spettacolo del 1911 con protagonista Dustin Farnum fu replicato solo per otto volte. Il revival del 1921 con William Faversham all'Astor Theathre ebbe cinquanta recite.
Dalla storia fu tratto un romanzo e venne adattata per lo schermo in tre diverse versioni cinematografiche, tutte dirette da Cecil B. DeMille.

## Trama
James Wynnegate, un aristocratico inglese, si lascia accusare di malversazione per difendere il buon nome dalla famiglia. In realtà, il vero colpevole è suo cugino, marito di Lady Diana, che James ama riamato. L'uomo parte per gli Stati Uniti. Nel Montana, dove è diventato proprietario di un ranch, sfugge a un agguato tesogli da Cash Hawkins, salvato dall'indiana Nat-u-ritch, la figlia del capo Tab-y-wana, che uccide per lui Hawkins. I due si innamorano, si sposano e hanno un figlio. Il matrimonio tra un bianco e un'indiana provoca scandalo, ma il tempo passa. Alcuni anni dopo, Diana giunge nel West: porta la notizia che il marito è morto e che ora il titolo di conte va a James. Convinto a ritornare in patria, Wynnegate vuole portare via anche il figlio. Nat-u-ritch, disperata, si uccide.

## Cast della prima (Broadway, 23 ottobre 1905)
- C.A. Carlton: Bates
- Ella Duncan: Mrs. Chichester Chichester Jones
- William Elville: vescovo di Exeter
- William Faversham: capitano James Wynnegate
- George Fawcett: Big Bill
- Katherine Fisher: Lady Mabel Wynnegate
- William Frederick: Bud Hardy
- William S. Hart: Cash Hawkins
- Selene Johnson: Diana
- Wells Edward Knibloe: Parker
- Joseph Judge: Punk
- Mitchell Lewis: Grouchy
- Bertram A. Marburgh: Andy
- Mortimer Martini: McSorley
- Mabel Morrison: Nat-u-ritch
- Theodore Roberts: Tab-y-wana
- Brigham Royce:Sir Charles Majoribanks
- Selina F. Royle: Lady Elizabeth Wynnegate
- W. H. Sadler: Pete
- Emmett Shackelford: Shorty
- Herbert Sleath: Henry Wynnegate
- Boyd Southey: Hiram Doolittle
- Hugo Toland: Malcolm Petrie
- Cecil Ward: Sir John Applegate
- Frederick Watson: Nick
- Baco White: sé stesso
- Chester White: Parson
- Evelyn Wright:il piccolo Hal
- Lillian Wright: signora Doolittle

### Trasposizioni cinematografiche
- The Squaw Man - film del 1914 diretto da Cecil B. DeMille e Oscar Apfel
- The Squaw Man - film del 1918 diretto da Cecil B. DeMille
- Naturich la moglie indiana  (The Squaw Man) - film del 1931 diretto da Cecil B. DeMille